# Бабідул
Бабідул (пол. Babidół, нім. Ziegelei Babenthal) — село в Польщі, у гміні Кольбуди Ґданського повіту Поморського воєводства.
Населення — 231 особа (2011).
У 1975-1998 роках село належало до Гданського воєводства.

## Демографія
Демографічна структура станом на 31 березня 2011 року:
|          | Загалом | Допрацездатний вік | Працездатний вік | Постпрацездатний вік |
| -------- | ------- | ------------------ | ---------------- | -------------------- |
| Чоловіки | 115     | 29                 | 69               | 17                   |
| Жінки    | 116     | 23                 | 69               | 24                   |
| Разом    | 231     | 52                 | 138              | 41                   |